# Pultenaea teretifolia
Pultenaea teretifolia är en ärtväxtart som beskrevs av Herbert Bennett Williamson. Pultenaea teretifolia ingår i släktet Pultenaea och familjen ärtväxter.

## Underarter
Arten delas in i följande underarter:
- P. t. brachyphylla
- P. t. teretifolia